# (5905) Johnson
(5905) Johnson – planetoida z pasa głównego asteroid.

## Odkrycie
Planetoida została odkryta 11 lutego 1989 roku przez amerykańską astronom Eleanorę Helin. Nazwa planetoidy pochodzi od Lindleya N. Johnsona, członka zespołu śledzenia planetoid bliskich Ziemi w NASA. Przed jej nadaniem planetoida nosiła oznaczenie tymczasowe (5905) 1989 CJ1.

## Orbita
Orbita (5905) Johnson nachylona jest do płaszczyzny ekliptyki pod kątem 27,51°. Na jeden obieg wokół Słońca ciało to potrzebuje 2 lat i 234 dni, krążąc w średniej odległości 1,91 j.a. od Słońca. Mimośród orbity tej planetoidy to 0,07.

## Właściwości fizyczne
Johnson ma średnicę ok. 4,7 km. Jego jasność absolutna to 14,0m. Okres obrotu tej planetoidy wokół własnej osi to 3 godziny i 47 minut.

## Księżyc planetoidy
Na podstawie obserwacji analizy jasności krzywej blasku zidentyfikowano w pobliżu tej asteroidy naturalnego satelitę. Odkrycia tego dokonali w kwietniu 2005 roku B. Warner, P. Pravec, P. Kusnirak, D. Pray, A. Galad, S. Gajdos, P. Brown oraz Z. Krzeminski. Obydwa składniki obiegają wspólny środek masy w czasie ok. 21,785 godziny. Johnson znajduje się w odległości ok. 4,5 km, a jego satelita ok. 11 km od barycentrum. Średnia odległość obydwu składników od siebie to ok. 14,5 km.
Satelita został tymczasowo oznaczony S/2005 (5905) 1.